# شیث رضایی
شیث رضایی خنکدار (زادهٔ ۱۳ فروردین ۱۳۶۳) بازیکن سابق تیم ملی ایران و پرسپولیس است. او سابقه کاپیتانی در تیم پرسپولیس و بازی در رده‌های مختلف تیم ملی را دارد.

## دوران باشگاهی
رضایی از فصل ۸۳ عضو تیم پرسپولیس تهران شد. وی در نیم فصل دوم سال ۸۶–۸۷، به دستور افشین قطبی سرمربی تیم پرسپولیس از این تیم اخراج و از حضور در تمرینات پرسپولیس و مسابقات منع شد.
او همچنین پس از دربی شصت و نهم، به دلایل نامعلومی توسط علی دایی، سرمربی پرسپولیس کنار گذاشته شد اما به دنبال سه شکست پیاپی این تیم در لیگ برتر و دریافت ۷ گل در دو بازی، دایی درنهایت موافقت کرد که کاپیتان تیمش دوباره در تمرینات حاضر شود.

## تیم ملی
وی در بازی‌های آسیایی ۲۰۰۶ عضو تیم ملی امید بود. وی در مهر ۱۳۸۵ برای شرکت در تورنمنت تدارکاتی LG، به تیم ملی دعوت شد. او اولین بازی ملی خود را در مقابل عراق در ۱۲ مهر ۱۳۸۵ انجام داد و در این دیدار توانست نخستین و تنها گل ملی خود را به ثمر برساند.

## گل ملی
| # | تاریخ        | میزبان                       | تیم رقیب | گل زده | نتیجه نهایی | رقابت        |
| - | ------------ | ---------------------------- | -------- | ------ | ----------- | ------------ |
| ۱ | ۴ اکتبر ۲۰۰۶ | ورزشگاه بین‌المللی امان، امان | عراق     | ۰-۲    | ۰–۲         | بازی دوستانه |

## آمار
| باشگاهی | باشگاهی  | باشگاهی               | لیگ  | لیگ | جام      | جام      | قاره | قاره | مجموع | مجموع |
| فصل     | باشگاه   | لیگ                   | بازی | گل  | بازی     | گل       | بازی | گل‌   | بازی  | گل‌    |
| ایران   | ایران    | ایران                 | لیگ  | لیگ | جام حذفی | جام حذفی | آسیا | آسیا | مجموع | مجموع |
| ------- | -------- | --------------------- | ---- | --- | -------- | -------- | ---- | ---- | ----- | ----- |
| ۸۲–۸۳   | پرسپولیس | لیگ برتر فوتبال ایران | ۰    | ۰   | ۰        | ۰        | -    | -    | ۰     | ۰     |
| ۸۳–۸۴   | پرسپولیس | لیگ برتر فوتبال ایران | ۱۰   | ۱   | ۰        | ۰        | -    | -    | ۱۰    | ۱     |
| ۸۴–۸۵   | پرسپولیس | لیگ برتر فوتبال ایران | ۲۶   | ۳   | ۴        | ۱        | -    | -    | ۴۰    | ۴     |
| ۸۵–۸۶   | پرسپولیس | لیگ برتر فوتبال ایران | ۲۵   | ۱   | ۴        | ۰        | -    | -    | ۲۹    | ۱     |
| ۸۶–۸۷   | پرسپولیس | لیگ برتر فوتبال ایران | ۲۳   | ۰   | ۳        | ۰        | -    | -    | ۲۶    | ۰     |
|         |          | کل                    | ۸۴   | ۵   | ۱۱       | ۱        | -    | -    | ۹۵    | ۶     |
| ۸۷–۸۸   | صبا      | لیگ برتر فوتبال ایران | ۳۲   | ۱   | ۳        | ۰        | ۶    | ۰    | ۴۱    | ۱     |
|         |          | کل                    | ۳۲   | ۱   | ۳        | ۰        | ۶    | ۰    | ۴۱    | ۱     |
| ۸۸–۸۹   | پرسپولیس | لیگ برتر فوتبال ایران | ۲۳   | ۱   | ۶        | ۱        | -    | -    | ۲۹    | ۲     |
| ۸۹–۹۰   | پرسپولیس | لیگ برتر فوتبال ایران | ۱۱   | ۰   | ۰        | ۰        | ۰    | ۰    | ۱۱    | ۰     |
|         |          | کل                    | ۳۴   | ۱   | ۶        | ۱        | ۰    | ۰    | ۴۰    | ۲     |
| کل دوره | کل دوره  | کل دوره               | ۱۵۰  | ۷   | ۲۰       | ۲        | ۶    | ۰    | ۱۷۶   | ۹     |

- پاس گل

| فصل   | تیم      | پاس گل |
| ----- | -------- | ------ |
| ۸۴–۸۵ | پرسپولیس | ۰      |
| ۸۵–۸۶ | پرسپولیس | ۲      |
| ۸۶–۸۷ | پرسپولیس | ۲      |
| ۸۷–۸۸ | صبا      | ۰      |
| ۸۸–۸۹ | پرسپولیس | ۲      |
| ۸۹–۹۰ | پرسپولیس | ۰      |

## افتخارات

### باشگاهی
- لیگ برتر فوتبال ایران
  -     - قهرمان:۱
    - ۸۶–۸۷ با پرسپولیس
- جام حذفی
  - قهرمان: ۲
    - ۱۳۸۸–۸۹ با پرسپولیس
    - ۸۹–۹۰ با پرسپولیس

### ملی
- جام غرب آسیا
  - قهرمان: ۱
- ۱۳۹۰

## ترانه‌شناسی
باید بدونی (حال داغون) ۲۱ دی ۱۳۹۴
همه جا اسم توئه (این آهنگ به مهرداد اولادی و هادی نوروزی تقدیم شده‌است) ۱۶ اردیبهشت ۱۳۹۵
تو فکرتم ۹ دی ۱۳۹۵
پر احساس ۱۷ اسفند ۱۳۹۵
کم آوردم بیا ۸ خرداد ۱۳۹۶
حباب ۲۷ تیر ۱۳۹۶
ای کاش ۲۵ اسفند ۱۳۹۶
عاشق که میشی ۳ خرداد ۱۳۹۷

## حاشیه‌های دوران بازیگری

### پرسپولیس تهران
در هفته دوازدهم فصل ۱۳۹۱–۱۳۹۰ پس از گلزنی پرسپولیس تهران به داماش گیلان شیث رضایی و محمد نصرتی، شوخی‌ای انجام دادند که توسط برخی رسانه‌ها حرکت غیراخلاقی نامیده شد. بلافاصله ولی‌الله حسنی، یکی از قضات دادگاه کیفری استان تهران، خواستار حبس و شلاق محمد نصرتی و شیث رضایی، به دلیل این حرکت شد. این حرکت علاوه بر رسانه‌های ایران در رسانه‌های خارج از ایران نیز بازتاب قابل توجهی داشت. شبکه فاکس نیوز و خبرگزاری فرانس پرس اخبار این اتفاق و محرومیت محمد نصرتی و شیث رضایی را منتشر کردند. البته رضایی بعد از آن اتفاق هر گونه منظور و هدف غیراخلاقی را تکذیب کرده و مدعی شد که منظور از آن حرکت قلقلک دادن هم‌تیمی خود، بوده‌است. وی همچنین از علی دایی و عادل فردوسی‌پور انتقاد کرد. علی پروین، ضمن انتقاد از فدراسیون فوتبال ایران و سازمان لیگ، از جنجال‌های رسانه‌ای در مورد این مسئله انتقاد کرد. وی با نامناسب دانستن رفتار این دو بازیکن معتقد بود که نباید با شیث رضایی و محمد نصرتی به گونه‌ای برخورد شود که آن‌ها به سرنوشت علی اکبریان دچار شوند. رویانیان مدیر عامل باشگاه پرسپولیس نیز از مخالفان جنجال رسانه‌ای دربارهٔ این اتفاق بود. در تاریخ ۱۳ آبان، رویانیان در برنامه ورزش و مردم اعلام کرد که شیث رضایی به علت انجام این حرکت، ۳۰۰ میلیون تومان جریمه و از تیم پرسپولیس اخراج شده‌است.
پس از اعلام رأی کمیته انضباطی و درخواست تجدیدنظر و اعتراض شیث رضایی، کمیته استیناف فدراسیون فوتبال ایران ۲۰ ماه محرومیت وی را به ۶ ماه محرومیت تقلیل داد.
پس از اتمام مهلت قرارداد وی با تیم پرسپولیس در پایان فصل ۹۱–۹۰، قرارداد او تمدید نشد و با عقد قراردادی یک ساله به تیم شهرداری تبریز پیوست.

### شهرداری تبریز
کمیته انضباطی فدراسیون فوتبال ایران پس از صعود شهرداری تبریز به لیگ برتر در سال ۱۳۹۲، پرونده تبانی تیم‌های یادآوران شلمچه و شهرداری بندر عباس و فولاد یزد و راهیان کرمانشاه و شهرداری تبریز را مطرح و بررسی کرد و در نهایت مربیان و بازیکنان و تیم‌های بسیاری را محروم و محکوم به پرداخت جریمه کرد که شیث رضایی، کاپیتان شهرداری تبریز، به پرداخت دویست میلیون ریال جریمه نقدی محکوم شد.